# Кунсткамера

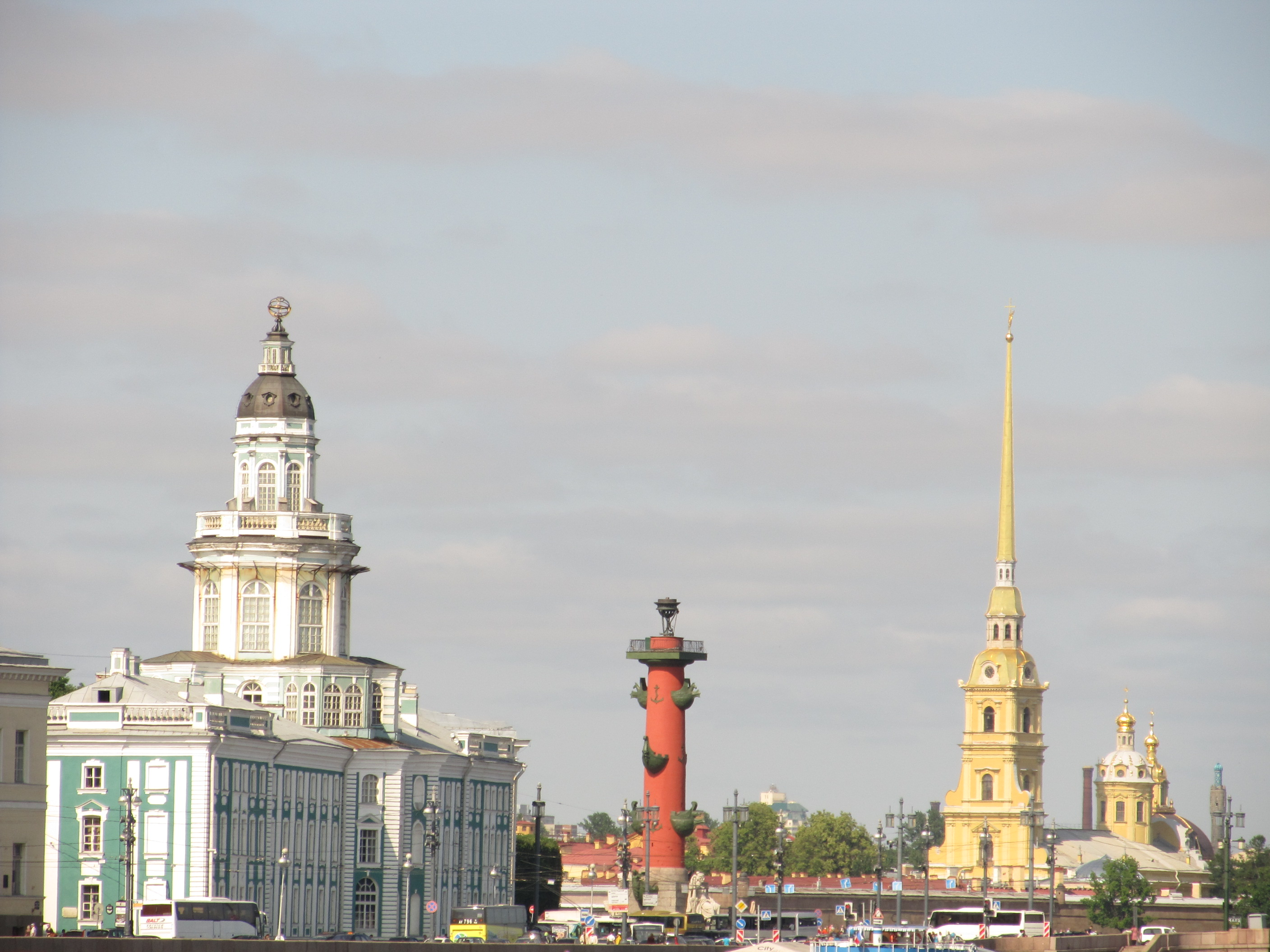
Стрелка Васильевского острова, Кунсткамера, Петропавловская крепость

Музе́й антрополо́гии и этногра́фии имени Петра Великого Российской академии наук (сокр. МАЭ РАН, МАЭ), также известный под историческим названием Кунстка́мера (от нем. Kunstkammer — кабинет редкостей) — российский государственный естественно-научный музей в Санкт-Петербурге, учреждённый Петром Великим в 1714 году. Исторически первый в России публичный музей, Кунсткамера обладает уникальной коллекцией предметов старины, раскрывающих историю и быт многих народов. Но многим этот музей известен своей «особенной» коллекцией анатомических редкостей и аномалий. Здание Кунсткамеры — памятник архитектуры петровского барокко, со времени строительства ставший символом Российской академии наук, объект культурного наследия федерального значения. Башню Кунсткамеры венчает Армиллярная сфера.

## Этимология
Кунсткамера (нем. Kunstkammer — комната искусства) — в прошлом название различных исторических, художественных, естественно-научных и других коллекций редкостей и места их хранения. В XVI—XVII веках кабинеты редкостей были принадлежностью многих княжеских и королевских дворов. Так, в XVII веке датским королём Фредериком III была основана Королевская Датская Кунсткамера, упоминаемая в сказке Х. К. Андерсена «Принцесса на горошине».

## История
Пётр I во время «великого посольства» в 1697—1698 годах осматривал крупные преуспевающие города Голландии и Англии. Увидел и заморские кабинеты «кунштов», то есть редкостей, чудес. На страницах дневника, который приказал вести Пётр, часто мелькает восклицание «зело дивно!». Есть запись и о новейшей науке анатомии: «Видел у доктора анатомию: вся внутренность разнята разно, — сердце человеческое, лёгкое, почки… Жилы, которые в мозгу живут, — как нитки…». Петра очень заинтересовали подобные новшества, и царь, не скупясь, закупал целые коллекции и отдельные вещи: книги, приборы, инструменты, оружие, природные редкости. Эти предметы и легли в основу «государева Кабинета», а потом и Петровской Кунсткамеры, первого российского естественнонаучного музея.
Вернувшись в Россию, Пётр занялся обустройством русского «кабинета редкостей». Распорядившись перенести столицу России из Москвы в Петербург, Пётр также приказал перенести и «государев Кабинет». Вся коллекция была размещена в Людских палатах при Летнем дворце. Помещение было названо на немецкий манер Кунсткамерой, то есть «кабинетом редкостей». Событие это произошло в 1714 году и стало считаться датой основания музея.
Во время своего второго посещения Голландии в 1715—1717 годах Пётр посетил музей Альберта Себы. К этому времени у Себы возникла мысль продать своё собрание русскому царю, о чём он уже вёл с ним переписку. Личный осмотр кабинета Себы Петром I, по-видимому, окончательно решил дело, и всё собрание было куплено и перевезено в Петербург для «Кунсткамеры». В 1717 году был издан ряд указов о сборе коллекций в различных районах российского государства. Кроме этого, по распоряжению Петра I, в различных странах Западной Европы присматривались и приобретались лучшие коллекции того времени.
Из-за увеличения коллекции было решено построить специальное здание на стрелке Васильевского острова — «Палаты Санкт-Петербургской Академии Наук, Библиотеки и Кунсткамеры». А на время постройки здания переместить собрание в дом боярина Кикина, так называемые «Кикины палаты» (ныне Ставропольская ул., дом 9).
Ныне существующее здание возводилось с 1718 по 1734 годы. Музейные коллекции занимали восточное крыло здания, в средней части находился Анатомический театр, в башне — Готторпский глобус (с 1754 года, после того, как 5 декабря 1747 года пожар уничтожил, кроме уникального глобуса, башню здания и около 230 книг, в том числе уникальные русские рукописи — Большой академический) и обсерватория, в западной — учреждения Академии наук. Здесь работал М. В. Ломоносов. В 1777—1779 годах интерьеры были украшены четырьмя скульптурными аллегорическими группами, бюстами и медальонами выдающихся учёных (скульптор М. П. Павлов), в 1819—1825 годах — росписями (художник Ф. Рихтер).
Ввиду обилия материалов в 1830-х годах Кунсткамера была разделена на ряд музеев: Анатомический, Зоологический, Этнографический, Ботанический, Минералогический. В конце 1870-х годов физико-математическим отделением академии была создана специальная комиссия для рассмотрения вопроса создания музея антропологии и этнографии на базе коллекций Анатомического и Этнографического музеев, идея создания которого принадлежала К. М. Бэру. В состав комиссии вошли: Л. И. Шренк, А. А. Шифнер, А. А. Штраух и Ф. В. Овсянников. В 1878 году 5 декабря состоялось заседание физико-математического отделения, а через две недели, 19 декабря, — соединённое собрание физико-математического и историко-филологического отделений Академии по обсуждению вопроса об учреждении при Академии Музея по антропологии и этнографии преимущественно России. Наконец 22 октября 1879 года решение получило утверждение Государственного Совета и императора.
В фонды музея вошли также коллекции, собранные в экспедициях Дж. Кука, И. Ф. Крузенштерна, Ю. Ф. Лисянского, Ф. А. Головина, Ф. П. Литке, Г. И. Лангсдорфа, Н. Н. Миклухо-Маклая, М. А. Кастрена, В. К. Арсеньева, С. Ф. Ольденбурга и другие.
Хранитель вновь созданного академического музея Ф. К. Руссов вспоминал: 

Размещенный в двух разделенных улицей зданиях, лишенный рабочего кабинета, как в одном, так и в другом отделении, снабженный скудными средствами, ограниченный при наличности соединённых собраний двух музеев рабочими силами одного хранителя и одного служителя — вновь созданный Музей представлял в действительности довольно нескладный организм, который имел мало шансов на жизнеспособность, ибо сколько-нибудь решительное, фактическое преобразование в переполненных помещениях с самого начала было исключено.
Главной задачей назначенного директором музея Л. И. Шренка, стало получение новых музейных площадей. Только к 1887 году она была решена: музей получил в качестве выставочного помещения две залы на втором этаже флигеля, пристроенного по Таможенному переулку вплотную к старому зданию Кунсткамеры для русской библиотеки и соединённого с ним. В конце сентября 1889 года открылась первая экспозиция музея. Но для широкой публики музей был открыт только весной 1891 года, когда были выделены средства для найма охранных служителей в экспозиционные залы.
В 1900 году стал издаваться «Сборник МАЭ» (к 2004 году вышло 48 томов). С 1902 года изменилось название: Музей антропологии и этнографии (МАЭ). В 1933 году в результате слияния МАЭ и Института по изучению народов СССР создан Институт антропологии и этнографии АН СССР, в котором МАЭ функционировал как его Ленинградское отделение. С 14 апреля 1992 года МАЭ — самостоятельное учреждение в системе РАН.
В 2020 году Главгосэкспертиза одобрила проект архива Кунсткамеры. Архив планируется создать на базе недостроенного здания на Заповедной улице. Потребность в новом пространстве возникла в связи с тем, что фонд Кунсткамеры располагается в зданиях, являющихся памятниками архитектуры федерального значения, где нет возможности обеспечить необходимые условия хранения уникальных коллекций. В августе 2021 года стало известно о выборе подрядчика на строительство восьмиэтажного научно-архивного центра высотой около 40 метров, общей площадью около 25 тысяч квадратных метров и стоимостью свыше 5 млрд рублей.

## Директора Кунсткамеры и МАЭ
Кунсткамера
- Роберт Арескин (1714—1718)
- акад. Лаврентий Блюментрост (1718—1724)
- акад. Иоганн Шумахер (1724—1741)
- акад. Иван Тауберт (1741—1767)
- акад. Пётр Паллас (1767—1771)
- акад. Семён (Симеон) Котельников (1771—1797)[уточнить]
- акад. Иван Буссе (1794—1800)
- акад. Николай Озерецковский (1800—1827)

МАЭ
- акад. Леопольд Шренк (1879—1894)
- акад. Василий Радлов (1894—1918)
- акад. Евфимий Карский (1918—1929)
- акад. Василий Бартольд (1929—1930)
- Николай Маторин (1930—1936)
- член-корр. АН СССР Дмитрий Ольдерогге (1936—1940, и. о.)
- Николай Кисляков (1940—1948)
- д.и.н. Леонид Потапов (1948—1967)
- к.и.н. Людмила Сабурова (1967—1982)
- д.и.н. Рудольф Итс (1982—1990)
- к.и.н. Николай Гиренко (1990—1992, и. о.)
- д.и.н. Александр Мыльников (1992—1997)

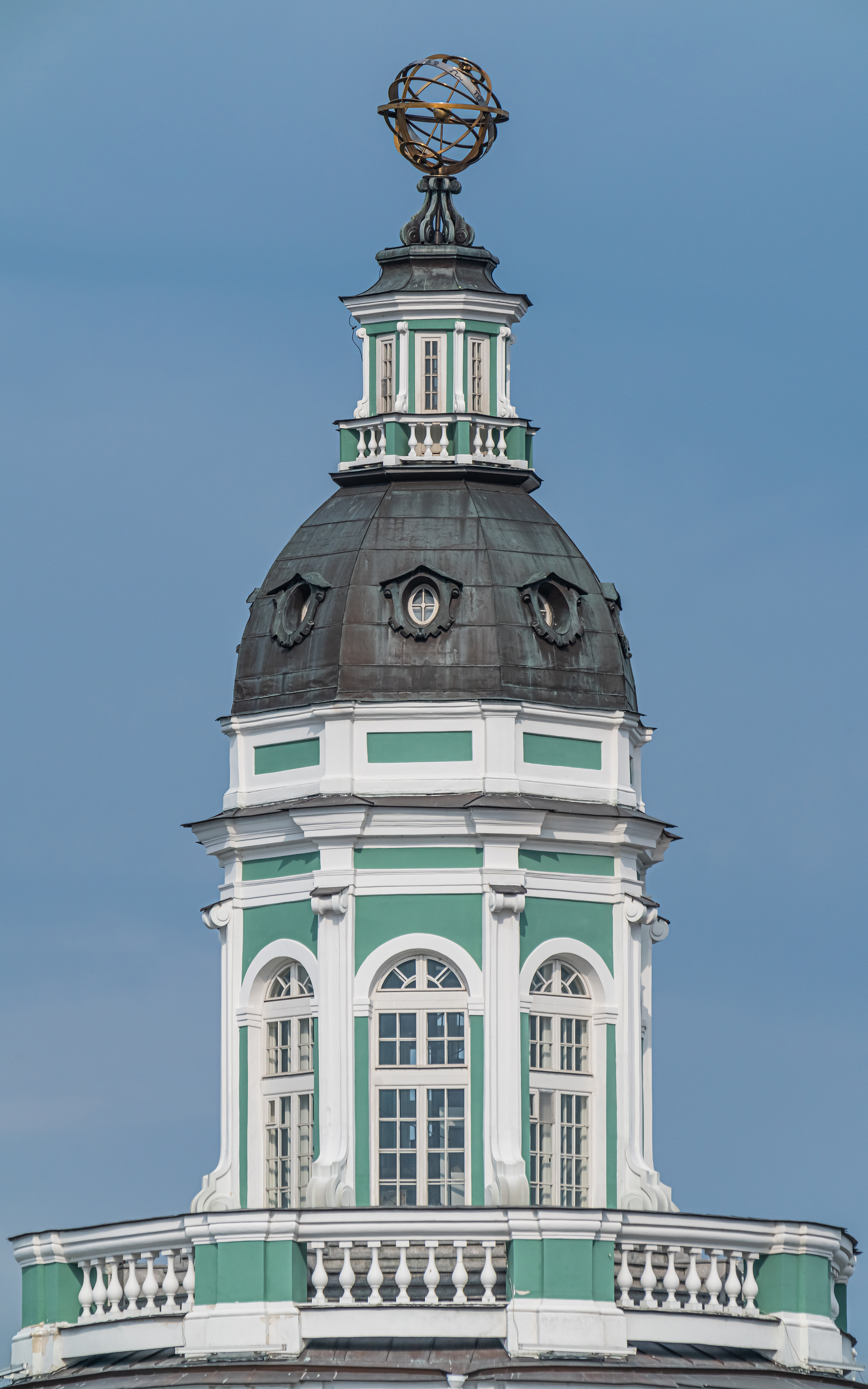
Башня Кунсткамеры

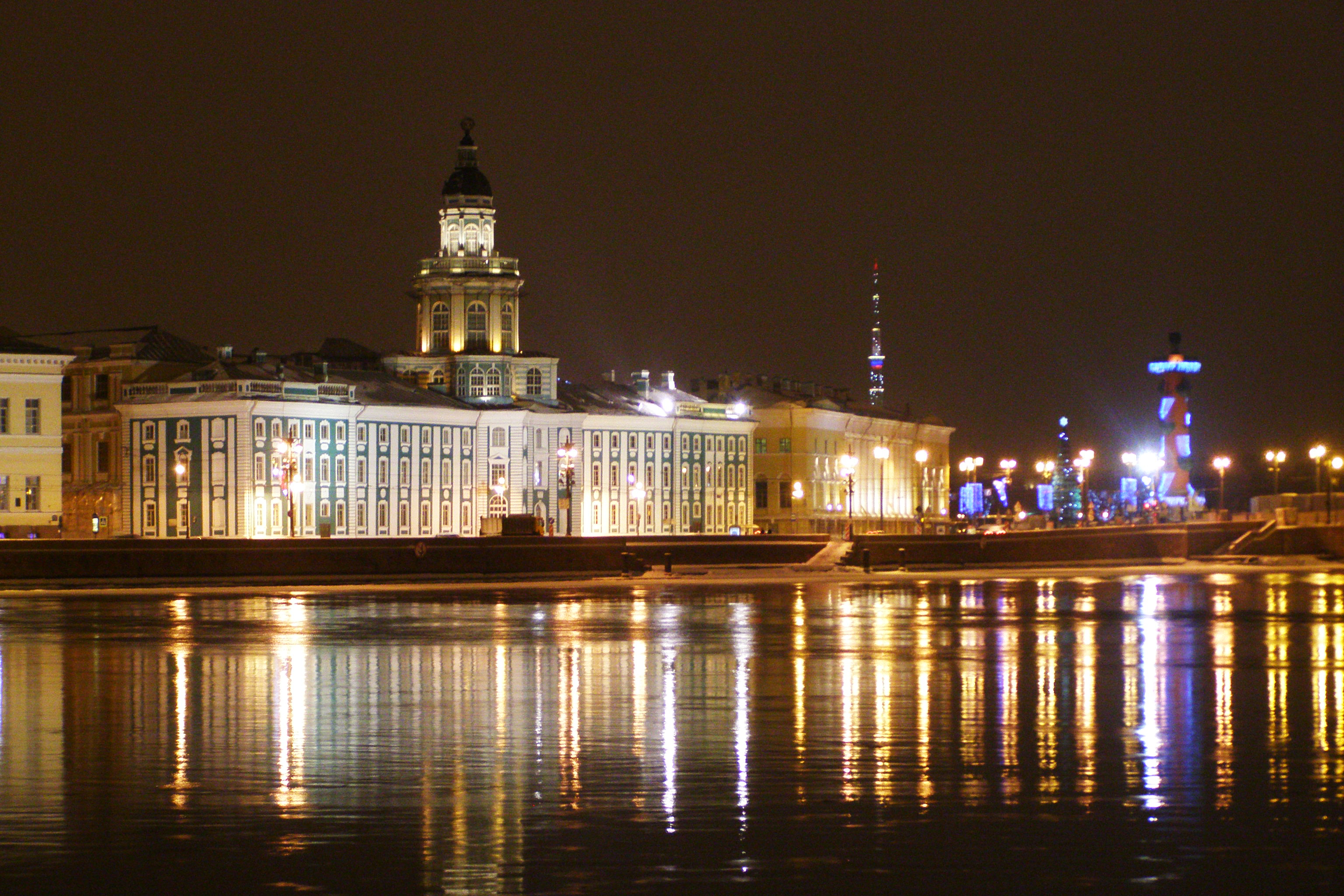
Кунсткамера вечером. Вид с Адмиралтейской набережной

- д.и.н. Чунер Таксами (1998—2000)
- д.и.н. Юрий Чистов (2001—2017)
- акад. Андрей Головнёв (с 2017)

## Архитектура

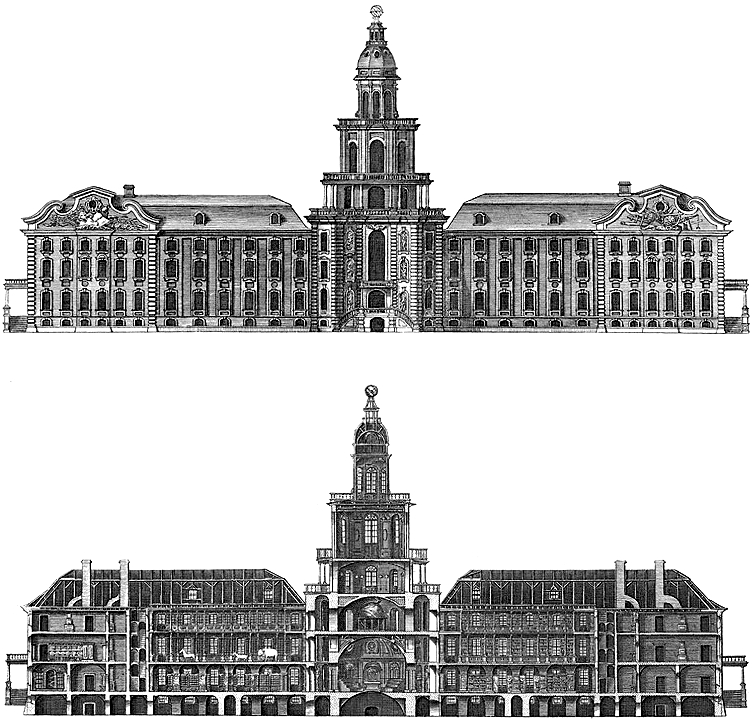
Главный фасад Кунсткамеры 1740 года

Здание «Палат Санкт-Петербургской Академии Наук, Библиотеки и Кунсткамеры» на Васильевском острове заложили в 1718 году. Строительством руководил Г. И. Маттарнови, ученик знаменитого немецкого архитектора и скульптора Андреаса Шлютера. В 1714 году вместе со Шлютером Маттарнови прибыл в Санкт-Петербург. Однако Шлютер в том же году скончался, и Маттарнови, который не был проектировщиком, а лишь исполнителем, по словам И. Э. Грабаря, «принял все его модели и чертежи». Об этом также известно из записок Я. Брюса и самого царя, который предположительно утвердил проект здания на Васильевском острове ещё «до 1716 года». Идея симметричной композиции с ярусной башней в центре также характерна для творчества Шлютера и часто повторяется в его берлинских проектах.
Башня Кунсткамеры по композиции схожа с Водовзводной башней Монетного двора (нем. Münzturm) в Берлине (проект А. Шлютера, 1703). Документального подтверждения связи этих построек не найдено, но стилевые аналогии имеют важное значение для понимания источников, происхождения и особенностей стиля «петровского барокко», одним из главных памятников которого является здание Кунсткамеры. Для архитектурного стиля петербургской архитектуры первой четверти XVIII века типичны заимствования из голландской и северогерманской архитектуры: ступенчатые башни, увенчанные куполом или шпилем, с часами или флюгером, высокие кровли «с переломом», вогнутые фасады, ступенчатые или щипцовые фронтоны, рустовка угловых лопаток, фигурные филёнки, «рамочные» наличники с «гирьками» или завитками, мелкая расстекловка окон, двуцветная окраска.
Строительство здания осуществляли последовательно несколько архитекторов. В ноябре 1719 года скончался предполагаемый автор проекта — Г. И. Маттарнови, и С 1719 по 1724 год, начиная с уже выполненных фундаментов и частично первого этажа, строительство вёл швейцарский инженер-архитектор Николаус Фридрих Гербель. Он внёс ряд изменений в проект: низкая двускатная кровля, увенчанная галереей с балюстрадой, заменена на высокую вальмовую крышу с переломом двух углов ската; угловые ризалиты получили гладкие стены и завершены крупными барочными фронтонами с волютами; коньки кровли двух крыльев здания изолированы от объёма башни; вместо невысокой башни, завершающейся балюстрадой, появляется ещё один ярус с куполом. В одной из докладных записок Гербель сообщает,

что кирпич в строении кладется на железный вид от воды, а выше с лица красный, а в середине и в простенках много белого.
К октябрю 1722 года были возведены стены и устроена кровля. Отделка помещений и установка музейного оборудования велась с 1723 по 1724 год. В это же время выполнялся ряд переделок и укрепление сводов, возведены два этажа башни, Х. ван Болесом разработан детальный проект столярных и металлических изделий купола.
После смерти Гербеля в 1724 году работы вёл архитектор Гаэтано Кьявери. Из-за обнаружившихся дефектов конструкций Кьявери заново возводил и укреплял башню, оформил главную лестницу и большой зал с двухъярусной колоннадой. В 1727 году в ещё недостроенное здание перенесли личные коллекции Петра I, библиотеку и Готторпский глобус. С 1727 года под руководством Земцова внутри здания производились разные «починки и доделки». С установкой в нишах северного и южного фасадов 12 статуй в 1735 году окончательно заканчивается строительство здания Кунсткамеры.
В 1747 году в здании разразился пожар, уничтоживший отделку интерьеров, деревянные конструкции крыши, обсерваторию, находившуюся в башне. Ремонтные работы осуществлял в 1754—1758 годах архитектор С. И. Чевакинский, частично изменивший верхнюю часть здания: исчезли фигурные фронтоны и высокая крыша. Верхнюю часть башни восстанавливать не стали.
Сохранившееся здание утратило многие детали, характерные для стиля петровского барокко, которые можно увидеть, к примеру, на гравюре Г. Качалова, сделанной с проекта Маттарнови, и гравюры по рисунку М. И. Махаева в 1753 году. Это фигурные фронтоны боковых ризалитов, статуи в нишах, балюстрады, парадное крыльцо, богатая орнаментика снаружи и внутри здания. Исчезла изначальная розовая окраска стен и частично вызолоченные детали. Утраченная часть центральной башни после пожара 1747 года (она была деревянной) восстановлена с армиллярной сферой на вершине только в 1947—1949 годах по проекту архитектора Р. И. Каплан-Ингеля. Реставрацию башни проводили в 1993, 2009 и в 2015 годах.

## Экспозиции
- Северная Америка

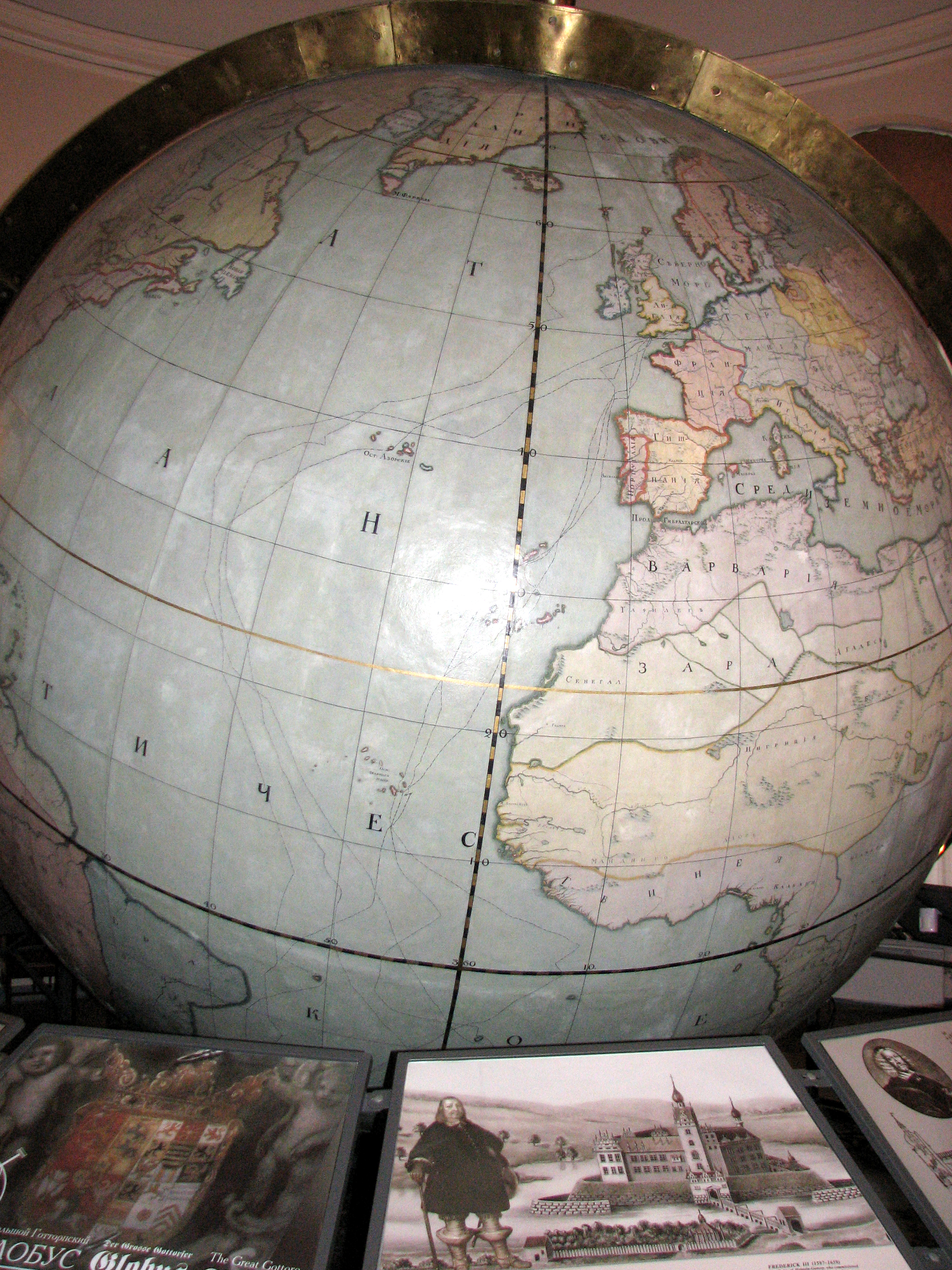
Большой Готторпский глобус в экспозиции

Культура и быт коренных народов Североамериканского континента. Путешествие с севера на юг, от Аляски до Калифорнии, с незапамятных времён — к началу XIX века.
- Латинская Америка

Экспозиция посвящена традиционной культуре коренных народов Латинской Америки. Самые ранние экспонаты относятся ко второй половине XVIII в., большинство коллекций поступило в музей в XIX – начале XX в. На экспозиции представлено также народное искусство Мексики и Гватемалы третьей четверти XX в. Здесь находятся рубашки и полотнище из лубяной материи, которые индейцы северо-западной Амазонии использовали в ритуалах; образцы искусства индейцев кадувео, живущих на границе Бразилии и Парагвая; перуанские деревянные кубки середины XIX в.; костюм шамана и шаманские принадлежности индейцев западной Мексики; головы-трофеи индейцев мундуруку и шуар. Посетители имеют возможность увидеть уникальные и редкие экспонаты – парадный костюм вождя и украшения из перьев, привезенные из центральной Бразилии экспедицией академика Г. И. Лангсдорфа (1821-1828), а также костюм шамана чамакоко (Парагвай) начала XX в.
Экспозиция построена по территориальному принципу, ее разделы представляют культуру индейцев Чили, Аргентины, Перу, Панамы, Мексики, а также образцы народного искусства мексиканцев и гватемальцев. Специальные разделы посвящены индейцам кадувео, чье искусство содержит мотивы, характерные для Амазонии и для Центральных Анд, а также культуре обитателей тропических лесов и саванн к востоку от Анд.
- Япония

На этой экспозиции представлены быт и культура японцев и айнов. Одним из основных промысловых занятий на острове было рыболовство, и Кунсткамера обладает большим собранием разнообразных снастей: крючков, сетей, ловушек. Самурайские доспехи, выставленные на экспозиции, поражают отделкой и сложной конструкцией.
- Африка

В данной коллекции собраны в основном орудия земледелия и одежда африканских племён, проживающих южнее Сахары. Один из самых интересных экспонатов — бенинская бронза. Так называют таблички из соответствующего материала с фигурами воинов и царедворцев. Коллекция из более чем тысячи экспонатов была изъята из дворца правителя Бенина. Некоторые из них можно увидеть в «африканском» зале Кунсткамеры.
- Ближний и Средний Восток

Материалы экспозиции показывают особо важные для населения региона памятники исламской культуры, включая рукописные и печатные экземпляры Корана, принадлежности для чтения и письма, атрибуты шиитской мистерии «Мохаррам». Среди предметов вооружения — образцы холодного оружия, старинный шлем, щит, части костюма всадника-бедуина. В зале демонстрируются великолепные шелка из подношений бухарских эмиров царской семье Романовых, другие художественные изделия населения Центральной Азии, а также некоторые особо яркие предметы быта народов Северной Африки.
- Китай и Монголия

В Китае проживает 50 национальных меньшинств, и экспозиция, посвящённая народам Китая, характеризует лишь основные стороны их быта и культуры. Например, традиционные изделия из фарфора, камня, дерева и кости.
В зале Монголии интерес вызывает жилище кочевника — юрта, а также экспонаты с традиционным монгольским орнаментом. Им украшали одежду, орудия труда, сёдла, попоны и многое другое.
- Индия и Индонезия

Раздел музея, посвящённый народам Южной Азии — один из самых богатых. В Кунсткамере большое собрание резного дерева, привезённого из разных районов Индии. Также представлены коллекции различных масок, старинные театральные костюмы, куклы театра марионеток.
Индонезийский раздел обращает внимание на кинжалы-крисы. Лезвие этих кинжалов изготовлялось из особой стали и часто имело форму языка пламени. Также интересны материалы экспозиции, рассказывающие о теневом театре.
- Анатомический раздел

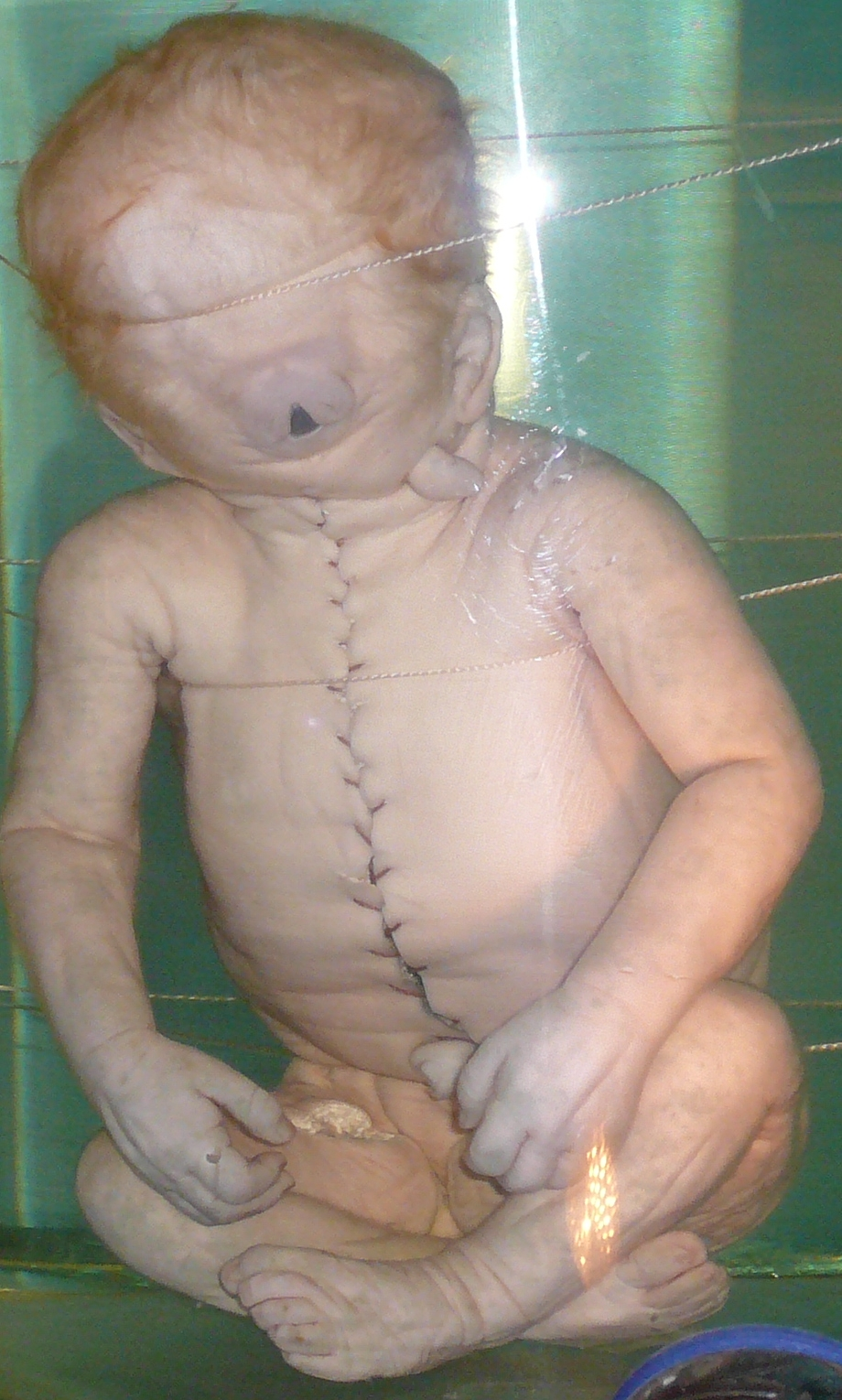
Младенец с циклопией

В этом разделе собраны экспонаты с анатомическими уродствами и разнообразные природные редкости, например, сиреномелия, двухголовый ягнёнок, сиамские близнецы и многое другое. Указом Петра I от 17 февраля 1718 года «О приносе родившихся уродов, а также найденных необыкновенных вещей во всех городах к Губернаторам и Комендантам, о даче за принос оных награждения и о штрафе за утайку» было положено начало систематическому собранию редкостей из мира природы и по истории человека. К необыкновенным вещам относились «каменья необыкновенные, кости человеческие или скотские, рыбьи или птичьи, не такие, какие у нас ныне есть, или такие, да зело великие или малы перед обыкновенными, также какие старые подписи на каменьях, железе или меди, или какое старое и тоже необыкновенное ружьё, посуду и прочее все, что зело старо и необыкновенно». Благодаря указу Петра I о собирании различных редкостей, в том числе анатомических, в Кунсткамере накапливались препараты уродств, что давало возможность рассматривать их не как единичные, уникальные явления, а прослеживать типичные явления.
Первоначальная коллекция Кунсткамеры насчитывала более 2000 экспонатов и была куплена Петром I в 1717 году у её создателя Фредерика Рюйша, голландского анатома.
До раздел 2020 г. был представлен на экспозиции «Первые естественнонаучные коллекции», затем уничтожен.
- История Кунсткамеры и русской науки XVIII в.

Раздел включает три экспозиции, объединённые под условным названием «Музей М. В. Ломоносова». Экспозиция «Зал заседаний („Конференц-зал“) Петербургской академии наук» представляет повседневную деятельность первого научного учреждения России и биографию М. В. Ломоносова. Две другие экспозиции — «Астрономическая обсерватория Петербургской академии наук» и «Большой Готторпский Глобус-Планетарий» — освещают ранний период истории Кунсткамеры, когда в башне здания располагались Астрономическая обсерватория, служба точного времени и условная линия Петербургского меридиана.